# Náufrago

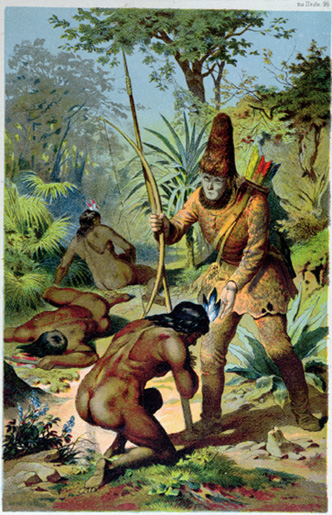
Robinson Crusoe, de Daniel Defoe

Náufrago é uma pessoa abandonada à deriva ou em terra firme. Apesar da situação normalmente ocorrer após um naufrágio, alguns indivíduos permanecem em ilhas desertas voluntariamente, ou para escapar de seus captores ou do mundo em geral. De forma alternativa, uma pessoa pode ser isolada após ser banida ou expulsa. 
As provisões e recursos disponíveis ao náufrago podem permitir que ele sobreviva na ilha até que alguém apareça para salvá-lo. Entretanto, tais missões de resgate podem jamais acontecer caso não se saiba se a pessoa está desaparecida, se ainda está viva, ou esteja em local ignorado. Tais cenários deram origem ao enredo de diversas obras literárias e cinematográficas.

## Ocorrências reais
- Fernão Lopes – permaneceu por vontade própria na Ilha de Santa Helena em 1513. Ele havia perdido uma mão e grande parte do rosto como punição por um motim. Com alguns intervalos, morou no local até sua morte em 1545.[2]

- Alexander Selkirk – em 1704, o marinheiro foi deixado em uma ilha do Arquipélago Juan Fernández pois, preocupado com a segurança da embarcação em que servia, decidiu convencer seus colegas a ficarem no local. O navio acabou afundando e matando a maioria de seus tripulantes, enquanto Selkirk foi capaz de sobreviver quatro anos na ilha, até finalmente ser resgatado em 1709. Supõe-se que suas aventuras tenham inspirado Daniel Defoe a escrever o livro Robinson Crusoe.[1]

- José Salvador Alvarenga – em 30 de janeiro de 2014, o pescador salvadorenho foi encontrado atol de Ebon, ao sul das Ilhas Marshal. Alvarenga e um adolescente saíram de Puerto Paredón, no México, no dia 21 de dezembro de 2012, a bordo da lancha Camaronera de la costa, com destino a El Salvador para passar o Natal, mas foram surpreendidos por um vento norte muito forte.[3] O adolescente morreu quatro meses depois de ter zarpado de inanição e Alvarenga sobreviveu bebendo sangue de tartaruga quando faltava água de chuva e comendo tartarugas, aves e peixes que caçava com as mãos.[4][5]